# Chess Notes
Chess Notes ist ein Schachmagazin für Schachhistoriker.
Chess Notes erschien zwischen Januar 1982 und Dezember 1989 achtmal. Herausgeber war Edward Winter. In insgesamt 1933 kleinen Artikeln ("notes") besprachen Schachhistoriker verschiedene Themen aus der Schachgeschichte. Viel Wert wurde auf Quellenangaben gelegt, so dass diese Artikel durchaus wissenschaftlichen Charakter hatten.
Die besprochenen Themen waren weit gefächert. So suchte man verschollene Partien alter Schachmeister, fragte nach deren Verwandten und Bekannten und zeigte alte Literaturstellen auf, in denen Schach erwähnt wurde. Außerdem enthielt die Zeitschrift (meist sehr kritische) Rezensionen neuerer Schachliteratur.
1989 erschien das Magazin zum letzten Mal als eigenständige Publikation. Ab 1993  führte Edward Winter seine Chess Notes als Rubrik in verschiedenen Zeitschriften fort, darunter dem deutschen Schach-Report. Von 1998 bis 2001 erschienen die Chess notes (Nr. 2188–2486) exklusiv in der Zeitschrift New In Chess, seit 2002 nur noch online im Internet.
Die besten Artikel aus den Chess Notes wurden in bisher vier Sammelbänden veröffentlicht:
- Chess explorations, 1996, ISBN 1-85744-171-0.
- Kings, commoners and knaves, 1999, ISBN 1-888690-04-6.
- A chess omnibus, 2003, ISBN 1-888690-17-8.
- Chess facts and fables, 2005, ISBN 0-7864-2310-2.

## Ähnliche Rubriken
Bereits ab 1925 betrieb der Franzose Gaston Legrain eine vergleichbare Rubrik „Les Curiosités de L'Échiquier“ in der Schachzeitschrift Les Cahiers de L'Échiquier Francais. Seit 1994 veröffentlichte Harald E. Ballo im Schach-Report und später in Schach die Kolumne „Schach-Zettel“. Ken Whyld redigierte von 1978 bis 2003 die „Quotes and Queries“ im British Chess Magazine.